# Казанское царско-народное русское общество
«Казанское Царско-Народное Русское Общество» (КЦНРО) (по уставу - «Царско-Народное Русское Общество в г. Казани») - общественно-политическая организация консервативной (черносотенной) направленности, действовавшая в г.  Казани и  Казанской губернии с декабря 1905 г. по март 1917 г.

## Создание
Непосредственным толчком к созданию КЦНРО послужили революционные события октября 1905 в г.  Казани, приведшие к открытому столкновению захвативших контроль над Казанской городской думой представителей социалистических и либеральных партий с консервативно настроенными обывателями.
КЦНРО было учреждено 4 (17) декабря 1905 г. на проходившем в манеже Казанского пехотного юнкерского училища под председательством профессора  Императорского Казанского университета  В. Ф. Залеского 3-м собрании «группы объединившихся домовладельцев и жителей г. Казани», принявшем решение о своём переименовании в КЦНРО. 
Одновременно участники собрания сделали ряд заявлений, в том числе о желательности «сохранить самодержавие царской власти во всей её неприкосновенности» и нецелесообразности проведения всеобщих и прямых выборов в  Государственную Думу. Кроме того, была принята резолюция, в которой признавалась необходимость узаконить и взять под контроль «экономические стачки и забастовки, не сопровождающиеся насилиями над личностью и имуществом как хозяев предприятий и администрации их, так и рабочих, не сочувствующих стачкам», а таковые же на казённых и частных железных дорогах, равно как и почтово-телеграфные, признать «деянием преступным, государственной изменой, требующей строгих мер преследования». Данное событие послужило поводом для обращения КЦНРО 11 (24) декабря 1905 г. к и.д. Казанского губернатора А. А. Рейнботу с предложением оказать активное содействие администрации по прекращению революционной пропаганды, после чего руководители общества были приглашены к нему для личной беседы.

## Руководство
Главным инициатором и вдохновителем создания общества являлся потомственный дворянин, профессор  Императорского Казанского университета  В. Ф. Залеский , избранный 4 (17) декабря 1905 г. председателем Совета КЦНРО и руководивший обществом на протяжении всей его деятельности.
Делами КЦНРО управлял Совет, избираемый собранием общества в составе от пяти до пятнадцати человек, который выдвигал из своей среды председателя, секретаря и казначея (две последние должности могли совмещаться одним лицом). В первый состав Совета вошли 9 человек - представители различных сословий и профессий: профессор  В. Ф. Залеский (председатель), частный адвокат С. А. Соколовский (секретарь), секретарь Казанского губернского дворянского собрания А. Е. Дубровский, И. Л. Панфилов, учитель и домовладелец П. Ф. Мойкин, крестьяне П. В. Максимов и М. Г. Сазанов, священник Н. М. Троицкий и купец А. В. Калягин.

## Политическая и общественная деятельность
Главной целью КЦНРО, согласно действовавшему де-факто с конца 1905 г. и утверждённому Казанским Губернским по делам об обществах Присутствием 4 (17) ноября 1906 г. уставу КЦНРО, являлась теоретическая разработка и проведение в жизнь задач политики, общественной жизни, государственного устройства, управления и народного хозяйства «посредством охраны истинно-русских начал православия, самодержавия и народности», а также борьба мирными средствами против «вредного влияния парламентаризма».
С начала своего существования КЦНРО заявило о себе как о консервативной черносотенной организации, одним из первых (по собственной версии - первым), по предложению С. А. Соколовского, постановив «принять на себя черносотенные термины и признать их для себя почётными». При этом общество делало акцент на требования решения социальных проблем низших сословий (прежде всего - крестьян), в связи с этим уже после февральской революции 1917 г. В. Ф. Залеский охарактеризовал направление КЦНРО как «монархическо-демократическое». В ряде источников (главным образом, в газетных публикациях) КЦНРО иногда именуется также «партией царистов» и «царско-народным союзом».
КЦНРО разработало и приняло собственную программу, по ряду важных моментов отличавшуюся от положений аналогичных документов «классических» общероссийских правомонархических организаций. В ней, в частности, с большей остротой ставилась задача ликвидации крестьянского малоземелья (КЦНРО признавало возможным и даже необходимым, чтобы правительство предоставило Крестьянскому банку право отчуждать за установленную им плату «не более третьей части» земли у тех крупных и средних землевладельцев, которые не пожелают её продать), а также предлагалась к повсеместной реализации особая  «общинно-хуторская» модель землевладения, разработанная И. Л. Панфиловым и  В. Ф. Залеским. 
Одновременно общество выступало с резкой критикой политики форсированного развития капиталистических отношений, вылившейся в «забвение насущных интересов Сельской России» и обращение страны в иностранное «золотое рабство». А высказанные руководителями общества во время выборов в  Государственную Думу первого созыва опасения по поводу избрания в неё капиталистов даже заставили местных октябристов задуматься - не является ли Совет КЦНРО «родным братцем социализма».
Кроме этого, в деятельности КЦНРО чётче прослеживалась установка на дифференцированный подход к инородцам и иноверцам, допускавший предоставление татарам-мусульманам и иным «спокойным» народам ряда политических и экономических преференций. В то же время профессор   В. Ф. Залеский, находившийся в тесном контакте с профессором  Императорского Казанского университета  К. С. Мережковским, являлся сторонником и пропагандистом расовых теорий (что нашло своё выражение в крайней юдофобской направленности многих заявлений КЦНРО), а также питал сильные симпатии к идеям панславизма в их наиболее радикальном экспансионистском выражении.
КЦНРО предлагало также ввести в  Российской Империи институт «Государевых Областных Наместников» (15 - 20 человек на всю империю), призванный приблизить местные земские учреждения к «высшей правительственной власти». 
Значительное внимание КЦНРО уделяло вопросам развития национального русского образования и воспитания. 21 октября (3 ноября) 1908 г. оно открыло в г.  Казани собственную школу, состоявшую из двух отделений - общеобразовательного и портновского, но в августе 1914 г., в связи с хронической нехваткой средств, первое из них было закрыто, и деятельность школы приобрела узкую профессиональную направленность. В мае 1909 г. эксперты Казанской ремесленной управы признали, что преподавание в ней поставлено образцово, а летом 1909 г. школа КЦНРО получила похвальный лист министерства финансов за «почин организации портновских мастерских в  Казани».

## Численность и состав организации
Пик общественно-политической активности КЦНРО пришёлся на период 1906 - 1907 гг., когда оно являлось самой многочисленной и влиятельной право-монархической организацией в г. Казани и Казанской губернии.
Собрания КЦНРО, носившие по большей части митинговый характер, регулярно проходили в просторных помещениях (главным образом, в расположенном на территории Казанского Кремля манеже Казанского пехотного юнкерского училища), что позволяло привлекать на них широкую публику и хоровые коллективы, а также устраивать многолюдные шествия (за это члены общества получили у своих политических противников прозвище «манежников», закрепившееся затем в прессе).
Численный состав КЦНРО определялся его руководством по двум показателям - по количеству «записанных» и «незаписанных» членов, которые нередко смешивались: в результате численность общества оценивается в различных источниках от 1,5 до 15 тысяч человек, а утрата архива КЦНРО исключает возможность установления точной цифры. Вместе с тем, косвенные данные свидетельствуют, что количество «записанных» членов общества на пике его активности не превышало 2-х тысяч, что в любом случае выводит КЦНРО в ряд наиболее крупных провинциальных черносотенных организаций Российской Империи.
Социально-сословный состав членов общества варьировался от потомственных дворян до крестьян и рабочих. Почётными членами КЦНРО являлись многие известные и влиятельные лица, в том числе: Казанский губернатор М. В. Стрижевский, Уфимский губернатор  А. С. Ключарёв, Казанский вице-губернатор Д. Д. Кобеко, епископ Чистопольский  Алексий (А. Я. Дородницын), князь А. Г. Щербатов и другие.
11 (24) марта 1906 г., в числе других выборных от казанских черносотенных организаций, члены депутации от КЦНРО, включавшей в себя А. Е. Дубровского,  В. Ф. Залеского, С. Ф. Маврина и П. Ф. Мойкина, были представлены в Царском Селе Императору  Николаю II.
10 (23) сентября 1910 г. депутация КЦНРО, в составе Н. А. Александрова, Д. В. Брагина, Ф. Г. Ганина, А. Е. Дубровского,  В. Ф. Залеского и Г. (Е.) П. Отпущенникова, была принята находившимся в г.  Казани председателем Совета министров Российской Империи  П. А. Столыпиным, с которым у представителей общества состоялась обстоятельная беседа.
Члены КЦНРО принимали активное участие в общественно-политической жизни г.  Казани и  Казанской губернии (в том числе в выборах в  Государственную Думу всех четырёх созывов), являлись участниками многих монархических съездов, конференций и иного рода мероприятий губернского, регионального и общероссийского масштаба. Во время выборов в  Государственную Думу первого созыва кандидаты от общества были включены в список выборщиков от так называемого «Соединённого Совета» КЦНРО,  Казанского отдела «Русского Собрания» (КОРС) и  «Общества церковных старост и приходских попечителей города Казани» (ОЦСПП), в  Государственную Думу второго созыва - в «Список выборщиков в  Государственную Думу от Русских Людей».

## Атрибутика и периодические издания
КЦНРО имело своё знамя, печать и специальный знак, а также могло приобретать движимое и недвижимое имущество, учреждать предприятия и производить сборы добровольных пожертвований. 
Собственных («атрибутированных») повременных (периодических) изданий КЦНРО не выпускало. Формально таковыми могут быть признаны: газета «для горожан» «Черносотенец», газета для сельских жителей  «Сошники» и «Предвыборная Газета» («№ первый и последний» издан в г.  Казани 30 сентября (12 октября) 1912 г.  В. Ф. Залеским и Ю. Ю. Кудиновым). Кроме того, информация о деятельности КЦНРО регулярно помещалась в газете  «Казанский Телеграф», а также - в «Газете «Правых» (г. Казань).

## Отделы, «дочерние» и «соединённые» организации
Особенно тесные отношения общество поддерживало с возглавлявшейся Н. Н. Тихановичем-Савицким «Астраханской Народно-Монархической Партией», которая уже в январе 1906 г. объявила о намерении соединиться с «одинаково мыслящим» КЦНРО.
11 (24) февраля 1906 г. на собрании монархистов г. Уфы было принято решение о создании Уфимского «Царско-Народного Русского Общества» (председатель Совета - купец К. А. Лаптев), которое целиком приняло программу КЦНРО и «соединилось» с ним.
26 февраля (11 марта) 1906 г. на основе программы КЦНРО в г. Бирск Уфимской губернии было создано Бирское «Царско-Народное Русское Общество» (председатель Совета - купец И. М. Волков).
В 1908 г. стараниями  В. Ф. Залеского в Чистопольском уезде Казанской губернии было создано идеологически созвучное КЦНРО  «Царско-Народное Мусульманское Общество», объединявшее исключительно татар-мусульман.
Сохранились также упоминания, по меньшей мере, о четырёх отделах КЦНРО. Так, 8 (21) октября 1908 г. бывший член Совета КЦНРО П. Ф. Мойкин уведомил Казанского губернатора М. В. Стрижевского об открытии «Казанского Русского Народного Союза имени Михаила Архангела» и «Суконно-Слободского» отдела КЦНРО в г. Казани, но уже 20 октября (2 ноября) 1908 г. Совет КЦНРО закрыл «Суконно-Слободской» отдел, как открытый без его ведома. Кроме этого, в рапорте Лаишевского уездного исправника от 6 (19) февраля 1916 г. упоминались три отдела «Царского народного общества», функционировавшие в деревнях Малые Нырсы (под председательством М. Галязетдинова), Сауши (под председательством З. Хисамутдинова) и Балыклы (под председательством Я. Халикова) Ключищенской волости Лаишевского уезда (численностью, соответственно, 16, 11 и 11 человек).
В 1906 г., совместно с двумя местными черносотенными организациями -  КОРС и  ОЦСПП - КЦНРО приступило к открытию в г. Казани и Казанской губернии отделов  «Союза Русского Народа» (СРН), многие из которых организовывал лично  В. Ф. Залеский или его доверенные лица. Кроме того,  В. Ф. Залеский с ноября 1906 г. стал одновременно председателем Совета Казанского Губернского отдела  СРН, в результате чего произошло фактическое слияние этих организаций, хотя юридически они действовали раздельно. В декабре 1906 г. было объявлено о вхождении руководителей КЦНРО ( В. Ф. Залеского),  КОРС ( А.Т. Соловьёва) и  ОЦСПП (А. И. Кукарникова) в «Областную Управу Объединённого Русского Народа», ведению которой должны были подлежать все губернии Волжско-Камского края, но идея её создания так не нашла своего реального воплощения.

## Политический раскол и прекращение деятельности КЦНРО
Во время раскола в черносотенном движении  В. Ф. Залеский выступил против председателя Главного Совета  СРН  А. И. Дубровина, что предопределило дальнейшую направленность деятельности КЦНРО и Казанского Губернского отдела  СРН.
Начиная с лета 1907 г., местное черносотенное движение вступило в многолетний период распрей, основным содержанием которого стало противостояние между сторонниками  В. Ф. Залеского и  А.Т. Соловьёва, приведшее к его обескровливанию.
В период проведения избирательной кампании в  Государственную Думу третьего созыва от г.  Казани был выдвинут объединённый список выборщиков от Казанского Губернского отдела  СРН и КЦНРО, в который не были включены предложенные  КОРС кандидатуры.
Во время подготовки к выборам в Государственную Думу четвёртого созыва от г. Казани в руководстве КЦНРО произошёл раскол в связи с разногласиями по поводу возможности вхождения членов общества в «Казанский Русский Национальный Клуб» и «Казанский Русский Избирательный Комитет», закончившийся уходом к местным «националистам» А. Е. Дубровского и его единомышленников. КЦНРО, оставшееся под контролем  В. Ф. Залеского, выступило с резкой критикой «националистов» и разработало свою «предвыборную платформу», пойдя на выборы с собственным списком выборщиков.
После неудачи на выборах общественно-политическая деятельность КЦНРО почти полностью замерла. В течение нескольких предреволюционных лет, по признанию самого  В. Ф. Залеского, не было проведено ни одного общего собрания общества и заседания Совета, перестали поступать членские взносы. Но формально КЦНРО продолжало существовать до конца февраля - начала марта 1917 г., когда  В. Ф. Залеский заявил о приостановке его деятельности.
4 (17) марта 1917 г. в казанской газете «Камско-Волжская Речь» он сообщил: «Небольшая группа правых, объединяющаяся вокруг портновской школы (давно уже работающей на оборону), заранее решила воздерживаться от политических выступлений впредь до окончательной победы над внешними врагами и полного внутреннего успокоения. С восстановлением нормальной политической жизни члены этой группы воспользуются принадлежащим всякому русскому гражданину правом примкнуть к тем легализованным политическим партиям, программы которых будут соответствовать их убеждениям». Вслед за этим - 5 (18) марта 1917 г. - на экстренном заседании Совета Казанского университета  В. Ф. Залеский, комментируя распространявшиеся слухи о необходимости защиты революции от монархистов, подчеркнул, что: «В Казани правых организаций нет».
Однако, несмотря на это, 17 - 19 марта 1917 г.  В. Ф. Залеский подвергся аресту, после которого под давлением обстоятельств был вынужден доказывать свою лояльность к «новому строю», подчёркивая имевшиеся в прошлом у КЦНРО разногласия с властями.
Сведений о возобновлении деятельности КЦНРО после марта 1917 г. не обнаружено. Архив общества не сохранился.